# ペルセウス座ニュー星
ペルセウス座ν星（ペルセウスざニューせい、ν Per / ν Persei）は、ペルセウス座の恒星で4等星。光度の大きい黄白色の輝巨星である。

## 名称
「上腕」という意味を持つAdadという固有名を持つが、あまり用いられない。また、アラビア語で「中央の上腕」という意味を持つAdid Mediaとも呼ばれる。